# Synthmetal
Synthmetal er en genre inden for heavy metal hvor synthesizeren er det dominerende musikinstrument. Den udsprang i 1980'erne. Genren har haft stigende popularitet i det 21. århundrede.
Eksempler på synthmetal-bands er:
- Amaranthe[1]
- Arcadea
- Coal Chamber[2]
- Coriolis[3]
- Element a440[4]
- Enter Shikari[5]
- Fear, and Loathing in Las Vegas[6]
- Fudge[7]
- Genghis Tron[8]
- Horse the Band[5]
- Idiot Pilot[5]
- Nevea Tears[5]
- Running Bot[9]
- Within Temptation[10]

## Fodnoter
1. ↑  "Sh*t That Comes Out Today: March 26, 2013". MetalSucks (engelsk). 2013-03-26. Hentet 2021-05-01.
2. ↑  Inc, CMJ Network (november 1999). CMJ New Music Monthly (engelsk). CMJ Network, Inc.
3. ↑  "Rough Edge: June 2005 News Archive". roughedge.com. Hentet 2021-05-01.
4. ↑  Wise, Lauren (2013-01-31). "Synth Metal Band Element a440 Hoists Its Genre-Defying Freak Flag". Phoenix New Times. Hentet 2021-05-01.
5. 1 2 3 4  Deiterman, Corey (2014-09-17). "The Brief, Bizarre Wave of Good Synth-Metal Bands". Houston Press. Arkiveret fra originalen 1. maj 2021. Hentet 2021-05-01.
6. ↑  "Memorable Anime Music from Official Trailers, OP's, and ED's". Anime-Planet (engelsk). Hentet 2021-05-01.{{cite web}}:  CS1-vedligeholdelse: url-status (link)
7. ↑  Uhr, 17 Oktober 2018 18:58. "Synth Metal Band ist zurück auf Bühne". Mittelbayerische Zeitung (tysk). Arkiveret fra originalen 4. december 2021. Hentet 2021-05-01.
8. ↑  Ireson, Jon C. (2021-04-06). "Genghis Tron's new sound is an indomitable force of nature". Independent Music Promotions (amerikansk engelsk). Hentet 2021-05-01.{{cite web}}:  CS1-vedligeholdelse: url-status (link)
9. ↑  Asociācija, Latvijas Rokmūzikas (2021-04-18). "Russian Synth Metal band RUNNING BOT released their new single "Step into the Future" • Latvian Rock Music Association". Latvian Rock Music Association (amerikansk engelsk). Hentet 2021-05-01.
10. ↑  "Epica and Starkill live at Webster Hall, NYC on January 12th, 2020". Your Online Magazine for Hard Rock and Heavy Metal (amerikansk engelsk). 2020-01-18. Hentet 2021-05-01.